# アスミル・ベゴヴィッチ
アスミル・ベゴヴィッチ（Asmir Begović、1987年6月20日 - ）は、ボスニア・ヘルツェゴビナ・トレビニェ出身のサッカー選手。レスター・シティFC所属。元ボスニア・ヘルツェゴビナ代表。ポジションはゴールキーパー（GK）。
アスミール・ベゴビッチと表記されることもある。

## 経歴

### クラブ
ボスニア・ヘルツェゴヴィナで生まれるも、ボスニア紛争から逃れるために、4歳の時に一家でドイツへ難民として渡り、ユースチームに所属しプレーする。そして、10歳の時に一家でカナダのエドモントンへ移住し、地元のユースチームに所属すると共に、カナダユース代表としてプレーする。2003年にイングランドのポーツマスFCのユースチームのトライアウトを受け合格し、イングランドに渡り、ユースチームに所属しプレー。2005年にトップチーム昇格を果たしたが、それ以降はGKの層も厚くレンタル移籍が続いた。
2008年にチームに復帰すると、ディビッド・ジェームスの控えという立場は変わらなかったもののプレミアリーグデビューを飾った。
続く2009-10シーズンはポーツマスで9試合に出場したものの、シーズン途中の2010年2月1日にストーク・シティへ移籍。ストークではトーマス・セーレンセンの控えという位置づけだったが4試合に出場した。
2010-11シーズンはセーレンセンが南アフリカW杯敗退の影響を引きずってコンディション不良に陥ったためレギュラーを奪取し、28試合に出場した。しかし、2011-12シーズンは細かいミスが目立つようになりセーレンセンと出番を分け合った。
2012-13シーズンはリーグ全38試合に出場。失点を45点に抑え、リーグワースト2位の得点に止まった攻撃不振のチームを守護神として盛り立てた。PFA年間ベストイレブンこそダビド・デ・ヘアに譲ったが、ボスニア・ヘルツェゴビナ年間最優秀選手をエディン・ジェコの4連覇を止める形で受賞した。
2013年11月2日のサウサンプトンFC戦では、試合開始直後に味方からのバックパスを受けて大きく蹴り出したロングフィードが、相手GK（アルトゥール・ボルツ）の頭上を越えてゴールマウスに吸い込まれ、得点を挙げた。プレミアでは過去にピーター・シュマイケル、ティム・ハワード、ポール・ロビンソン、ブラッド・フリーデルとリーグを代表する選手がGKとして得点をあげているが、ベゴヴィッチの開始13秒での得点はGKとしてはプレミア最速記録となった。また、このゴールの距離91.9メートルは世界最長距離得点記録としてギネス世界記録に認定された。
2015年7月13日、アーセナルへ移籍したペトル・チェフの後釜としてチェルシーFCへの移籍が決定した。チェルシーではティボ・クルトゥワの控えという立場であり、出場機会は少なかった。
2017年5月30日、AFCボーンマスへ移籍。移籍金は1000万ポンド（約14億円）。
2019-2020シーズンより正GKにアーロン・ラムズデールが定着したことで、現状を容認できないとエディ・ハウ監督に苦言を呈した。2019年9月2日、アゼルバイジャン・プレミアリーグのカラバフFKへ半年のローン移籍。
2020年1月14日、イタリア・セリエAのACミランへ半年のローン移籍。
2020年8月31日、ローン期限によりACミランからボーンマスへ復帰した。
2021年7月20日、エヴァートンFCへ1年延長オプション付きの1年契約で加入。守護神ジョーダン・ピックフォードの控えとして3試合に出場した。 
2023年7月17日、クイーンズ・パーク・レンジャーズFCへ加入することが発表された。正GKとしてリーグ戦45試合に出場したが、シーズン終了後に契約満了が発表された。
2024年8月23日、1年契約でエヴァートンFCに加入。2年ぶりの復帰となった。2025年5月17日、契約満了に伴い6月末でエヴァートンを退団する旨が発表された。
2025年7月29日、1年契約でレスター・シティFCに加入した。

### 代表
U-20カナダ代表として2007年にカナダで行われた2007 FIFA U-20ワールドカップに出場。2007年にはアイスランドと対戦したカナダのフル代表に招集されるも出場はしなかった。また、2008年には2010年ワールドカップ予選のジャマイカ戦にも招集されるも未出場であった。本人はカナダ代表としてプレーしていく意思を示していたものの、ボスニアサッカー協会による接触などにより、最終的には故郷のボスニア・ヘルツェゴビナ代表を選択し、物議を醸した。

## 個人成績
| クラブ                            | シーズン | ディビジョン                     | ディビジョン | ディビジョン | FAカップ | FAカップ | リーグカップ | リーグカップ | その他 | その他 | 合計 | 合計 |
| クラブ                            | シーズン | リーグ                           | 出場         | 得点         | 出場     | 得点     | 出場         | 得点         | 出場   | 得点   | 出場 | 得点 |
| --------------------------------- | -------- | -------------------------------- | ------------ | ------------ | -------- | -------- | ------------ | ------------ | ------ | ------ | ---- | ---- |
| ポーツマス                        | 2005-06  | プレミアリーグ                   | 0            | 0            | 0        | 0        | 0            | 0            | —      | —      | 0    | 0    |
| ポーツマス                        | 2006-07  | プレミアリーグ                   | 0            | 0            | —        | —        | 0            | 0            | —      | —      | 0    | 0    |
| ポーツマス                        | 2007-08  | プレミアリーグ                   | 0            | 0            | 0        | 0        | 0            | 0            | —      | —      | 0    | 0    |
| ポーツマス                        | 2008-09  | プレミアリーグ                   | 2            | 0            | 0        | 0        | —            | —            | —      | —      | 2    | 0    |
| ポーツマス                        | 2009-10  | プレミアリーグ                   | 9            | 0            | 3        | 0        | 3            | 0            | —      | —      | 15   | 0    |
| ルヴィエロワーズ (loan)           | 2005-06  | ベルギー・ファーストディビジョン | 2            | 0            | —        | —        | —            | —            | —      | —      | 2    | 0    |
| マクルズフィールド・タウン (loan) | 2006-07  | リーグ2                          | 3            | 0            | 1        | 0        | —            | —            | —      | —      | 4    | 0    |
| ボーンマス (loan)                 | 2007-08  | リーグ1                          | 8            | 0            | —        | —        | —            | —            | 1      | 0      | 9    | 0    |
| ヨーヴィル・タウン (loan)         | 2007-08  | リーグ1                          | 2            | 0            | —        | —        | —            | —            | —      | —      | 2    | 0    |
| ヨーヴィル・タウン (loan)         | 2008-09  | リーグ1                          | 14           | 0            | —        | —        | —            | —            | 0      | 0      | 14   | 0    |
| イプスウィッチ・タウン (loan)     | 2009-10  | チャンピオンシップ               | 6            | 0            | —        | —        | —            | —            | —      | —      | 6    | 0    |
| ストーク・シティ                  | 2009-10  | プレミアリーグ                   | 4            | 0            | —        | —        | —            | —            | —      | —      | 4    | 0    |
| ストーク・シティ                  | 2010-11  | プレミアリーグ                   | 28           | 0            | 0        | 0        | 2            | 0            | —      | —      | 30   | 0    |
| ストーク・シティ                  | 2011-12  | プレミアリーグ                   | 23           | 0            | 3        | 0        | 0            | 0            | 5      | 0      | 31   | 0    |
| ストーク・シティ                  | 2012-13  | プレミアリーグ                   | 38           | 0            | 0        | 0        | 0            | 0            | —      | —      | 38   | 0    |
| ストーク・シティ                  | 2013-14  | プレミアリーグ                   | 32           | 1            | 1        | 0        | 0            | 0            | —      | —      | 33   | 1    |
| ストーク・シティ                  | 2014-15  | プレミアリーグ                   | 35           | 0            | 0        | 0        | 1            | 0            | —      | —      | 36   | 0    |
| チェルシー                        | 2015-16  | プレミアリーグ                   | 17           | 0            | 1        | 0        | 2            | 0            | 5      | 0      | 25   | 0    |
| チェルシー                        | 2016-17  | プレミアリーグ                   | 2            | 0            | 3        | 0        | 3            | 0            | —      | —      | 8    | 0    |
| AFCボーンマス                     | 2017-18  | プレミアリーグ                   | 38           | 0            | 0        | 0        | 0            | 0            | —      | —      | 38   | 0    |
| AFCボーンマス                     | 2018-19  | プレミアリーグ                   | 24           | 0            | 0        | 0        | 0            | 0            | —      | —      | 24   | 0    |
| カラバフFK (loan)                 | 2019     | アゼルバイジャン・プレミアリーグ | 10           | 0            | 0        | 0        | 2            | 0            | 5      | 0      | 17   | 0    |
| ACミラン (loan)                   | 2019-20  | セリエＡ                         | 2            | 0            | —        | —        | —            | —            | —      | —      | 2    | 0    |
| 通算                              | 通算     | 通算                             | 299          | 1            | 12       | 0        | 13           | 0            | 16     | 0      | 340  | 1    |

## 代表歴

### 出場大会
- ボスニア・ヘルツェゴビナ代表
  - 2014年 - 2014 FIFAワールドカップ (グループリーグ敗退)

### 試合数
- 国際Aマッチ 63試合 0得点（2009年-2020年）[14]

| ボスニア・ヘルツェゴビナ代表 | 国際Aマッチ | 国際Aマッチ |
| 年                           | 出場        | 得点        |
| ---------------------------- | ----------- | ----------- |
| 2009                         | 1           | 0           |
| 2010                         | 3           | 0           |
| 2011                         | 5           | 0           |
| 2012                         | 9           | 0           |
| 2013                         | 9           | 0           |
| 2014                         | 11          | 0           |
| 2015                         | 9           | 0           |
| 2016                         | 7           | 0           |
| 2017                         | 7           | 0           |
| 2018                         | 1           | 0           |
| 2019                         | 0           | 0           |
| 2020                         | 1           | 0           |
| 通算                         | 63          | 0           |

## タイトル
チェルシー
- プレミアリーグ: 2016-17[15]
- FAカップ準優勝: 2016-17[16]

カラバフFK
- アゼルバイジャン・プレミアリーグ: 2019-20[17]

個人
- EFLチャンピオンシップシーズンベストイレブン: 2020-21[18]